# Валга

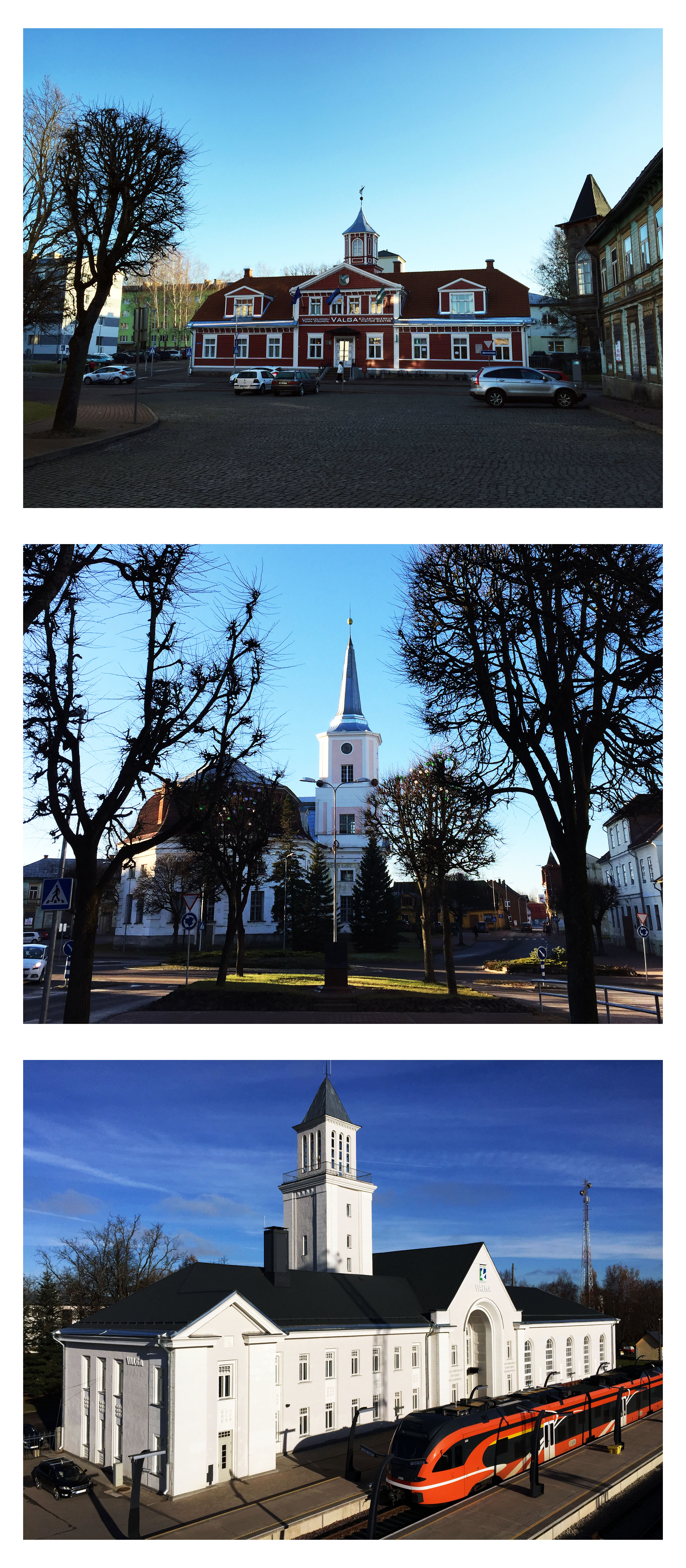
Ратуша, вокзал та церква Яані

Ва́лга (ест. Valga, нім. Walk, Валк) — місто на півдні Естонії, адміністративний центр повіту Валга.
Населення на початок 2005 року становило 15 044 осіб.
Розташоване на річці Педелі (басейн озера Виртс'ярв). Впритул межує з латвійським містом Валка, утворюючи з ним, фактично, єдине місто. Площа міста становить 16,5 км².
Місто розташоване на перехресті шосейних і залізничних шляхів, його перетинають шосе в напрямі на Йихві — Нарву, Уулу (Пярну), Виру Ригу. Залізничні колії Таллінн — Тарту Рига сполучені через місто Тапа з магістраллю Таллінн — Нарва — Санкт-Петербург. Валга перетинає шлях у напрямі Виру — Петсері на Псков. Відстань від міста до Тарту по шосе становить 89 км, до Пярну — 144 км, до Таллінна — 245 км, до Риги — 175 км, до Пскова — 170 км.

## Історія
Перша згадка про місто датується 1286 (під назвою Валк).

## Економіка
У місті є підприємства легкої і деревообробної промисловості.

## Культура, визначні пам'ятки
У місті видається (3 рази на тиждень) газета «Valgamaalane» (естонською мовою) і газета «Валк'» (Walk) [Архівовано 3 березня 2016 у Wayback Machine.] (російською мовою).
Є музей.

## Відомі люди
- Альфонс Ребане — естонський військовий діяч, командир 20-ї гренадерської дивізії СС (1-ї Естонської).
- Казимір Свіонтек — кардинал Римо-католицької церкви; від 1994 року — перший білоруський кардинал.